# Bödeháza, Zala
Bödeháza  este un sat în districtul Lent, județul Zala, Ungaria, având o populație de 57 de locuitori (2011). 

## Demografie
Componența etnică a satului Bödeháza
     Maghiari (100%)
Componența confesională a satului Bödeháza
     Romano-catolici (75,44%)
     Necunoscută (24,56%)
Conform recensământului din 2011, satul Bödeháza avea 57 de locuitori. Din punct de vedere etnic, majoritatea locuitorilor (100,0%) erau maghiari.  Din punct de vedere confesional, majoritatea locuitorilor (75,44%) erau romano-catolici. Pentru 24,56% din locuitori nu este cunoscută apartenența confesională.